# Сирена (фильм, 2006)
«Сирена» (яп. サイレン, Sairen) — фильм японского режиссёра Юкихико Цуцуми, вышедший в свет в 2006 году. Фильм представляет собой адаптацию видеоигр серии Forbidden Siren. Сюжет фильма базируется как на первой части игры, так включает в себя и элементы второй.

## Сюжет
Уже немолодой писатель Синъити (Рио Моримото) приезжает на остров Ями с сыном Хидэо (Дзюн Нисияма) и дочерью Юки (Юи Итикава). На пристани семью встречает доктор Минамида (Наоки Танака). Семью навещает соседка по имени Сатоми (Наоми Нисида), которая рассказывает о главном правиле острова — после сирены нельзя выходить на улицу. Девушка отправляется к доктору вместе с Хидэо; позже она просит его подождать на улице, но закончив разговор с доктором, не находит Хидэо, и идёт его искать. В поисках брата она забредает в заброшенное здание, находит часть дневника и подвергается нападению местного бродяги, твердящего одно и то же: «Когда услышишь сирену, не выходи на улицу». Девушка еле уносит ноги из этого места, прихватив с собой дневник. На склоне она видит Хидэо и девушку в красном одеянии. Она забирает Хидэо и отправляется домой. По пути она заглядывает в круглое здание с колоннами и видит людей: они как будто находятся в трансе. Также она замечает подобие алтаря; везде горят свечи. Эта картина настораживает Юки.
Вечером отец девушки отправляется в лес сделать пару ночных снимков. Звучит сирена. В это время её отец идет по лесу, и внезапно кто-то нападает на него. Утром он не возвращается, и Юки и Минамида отправляются на его поиски. Внезапно девушка замечает, что Минамида куда-то исчез. Девушка зовет его; вдруг она замечает, что за ней кто-то следит, и убегает прочь из леса. Она прячется в здании, где видела людей в трансе. Осматривая помещение, девушка спускается вниз — там она видит тело своего отца. Оказалось, что это было просто видение. Вместе с доктором и полицейским она идет в это же здание — но, к счастью, тела отца здесь нет. По приходе домой она обнаруживает его у себя в кабинете, его тело украшают многочисленные ссадины и порезы. Он объясняет это тем, что упал со склона. Следующим утром девушка не находит на привязи своего пса, и отправляется на поиски. В лесу она находит камеру отца, и показывает видео с камеры доктору Минамида. На видео изображен отец; слышатся приглушенные крики, камера падает и выключается. Юки говорит, что на самом деле на него напали и после этого он стал каким-то странным. Во всем этом она винит сирену, но доктор говорит, что она преувеличивает. Девушка возвращается домой, и видит на домашнем компьютере файл «Ями», открывает его и узнает историю острова Ями: в 15 веке больных и болеющих чумой иностранцев вывезли на остров Ями. Жители умирали один за другим, но появилась русалка, которая пожалела их — и с помощью своей крови, обладающей целебной силой, вылечила их. Но потом в людях проснулась жадность, и решив завладеть «Эликсиром бессмертия» они поймали спасшую их русалку и съели её. Также девушка узнает о массовом исчезновении людей в 1976 году: все жители острова пропали, кроме одного человека, но и он вскоре покончил с собой. Юки понимает, что именно ему принадлежала найденная ею часть дневника. В конце файла она видит изображение девушки в красном одеянии, той самой, что она видела на холме, и отправляется туда. Хидэо сидит рядом с ней; звучит сирена и Юки с братом укрываются в каком-то здании. Здесь она встречает того же бродягу, которого видела ранее. Дом атакуют снаружи существа, похожие на зомби. Бродяга говорит Юки, чтобы она остановила сирену до того, как они поймают её. Юки с Хидэо бежит домой и закрывает все окна и двери. Отца нет дома, но в его кабинете она находит пакет: внутри находится окровавленный собачий ошейник и фотографии дома, где поселилась семья, сделанные ранее. Юки сопоставляет фотографии с реальными интерьерами комнат, и находит потайную комнату; на стенах её развешаны фотографии местных жителей, с тех времен они ничуть не изменились, но есть одно «но»: фотографии сделаны в 1976 году…
В третий раз звучит сирена, и на Юки и Хидэо нападает обезумевший отец. Им удается выбраться из дома, Юки ничего не остается, как бежать к башне и остановить сирену. Девушке с трудом удается забраться на башню, её преследуют обезумевшие местные жители. Юки уничтожает источник звука, но сирена не замолкает. На башню забирается доктор Минамида, он говорит, что так сирену не остановить и её слышит только Юки. Никакой сирены нет, она лишь в её голове. Девушка видит, что Хидэо пропал, но Минамида говорит, что Хидэо на самом деле тоже нет — он умер полгода назад. Девушка отпускает руки и падает вниз. Она чудом выживает. Никакой сирены на самом деле нет, жители придумали это поверье лишь для того, чтобы спасти свои жизни, так как исчезновение в 1976 году не связано ни с какой мистикой — единственный выживший убил всех остальных жителей — сирена в его голове свела его с ума. Доктор находит половину дневника, которую нашла Юки и соединяет с другой половиной, все это время хранившейся у него. Он узнает, что если сирена раздастся в четвёртый раз, Юки убьёт всех жителей. Но поздно — Юки открывает глаза, сирена звучит в четвёртый раз. Доктор видит девушку в зеркале — она стоит у него за спиной…

## В ролях
- Юи Итикава — Юки Амамото
- Лео Моримото — Синъити Амамото
- Наоки Танака — Ютака Минамида
- Хироси Абэ — Кэй Цутида
- Наоми Нисида — Сатоми
- Судзуки Мацуо — Адзума
- Кюсаку Симада — полицейский
- Мэй Такахаси — девушка в красном
- Дзюн Нисияма — Хидэо Амамото